# Capitalisme rosa

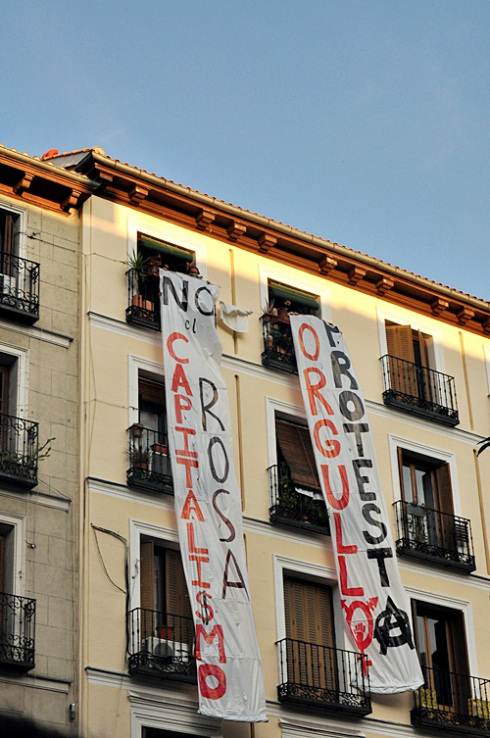
Pancartes contra la mercantilització del moviment LGBT a Madrid.

El capitalisme rosa o gaipitalisme és un terme utilitzat per designar, des d'una perspectiva crítica, la incorporació dels discursos del moviment LGBTIQ i la diversitat sexual al capitalisme i a l'economia de mercat, incloent especialment el model d'home gai, cisgènere, occidental, blanc i de classe mitjana-alta.
Consisteix en l'obtenció d'uns majors beneficis en incorporar al consum a sectors de la població tradicionalment discriminats, però que han adquirit un poder adquisitiu suficient, els denominats diners rosa, com per generar un mercat específic enfocat a la comunitat gai, com bars i discoteques, turisme homosexual o consum cultural especialitzat.
Mentre que la configuració d'espais per al consum LGBTI pot ser vist com una oportunitat per la homosocialització, el fet de definir patrons de consum provoca una assimilació de la diversitat sexual cap a patrons sexuals acceptats socialment, com la monogàmia, l'interès per la moda dominant o la definició d'estètiques corporals fixades per cànons publicitaris.

## Context històric
Segons alguns autors, en termes globals, l'evolució del capitalisme rosa ha estat d'alguna forma paral·lela al desenvolupament del propi capitalisme modern a Occident. Si bé sempre han existit sexualitats diverses, poden distingir-se tres períodes en el desenvolupament del mercat i negocis dirigits a la comunitat LGBTI, contribuint aquests al seu torn a la construcció de les diverses identitats sexuals:

### Fase clandestina

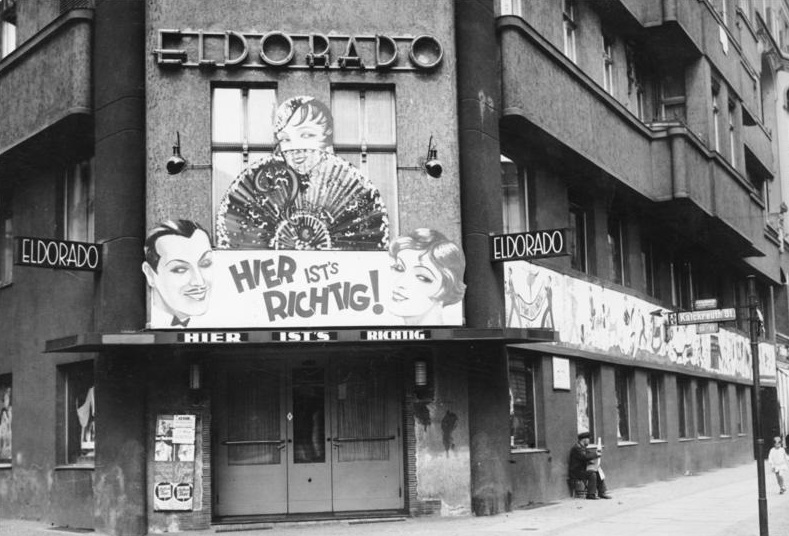
Club LGBT Eldorado a Berlín durant els anys 1920.

Des de les últimes dècades del segle xix ja existien en algunes ciutats d'Europa i Estats Units bars, cabarets o prostíbuls clandestins dirigits especialment cap al públic homosexual. Les persones LGBTI eren freqüentment perseguides, encara que començava una primera ona de lluita pels drets LGBT que va arribar fins i tot a publicar algunes revistes de temàtica homosexual. No obstant això, aquest primer moviment LGBT va quedar desintegrat per la Primera i Segona Guerra Mundial i l'auge del feixisme a Europa.

### Fase de creació de comunitats
Després de la Segona Guerra Mundial s'inicia de forma general una època de transició en les societats occidentals, molt influïdes per l'homofòbia dels feixismes. Encara que els llocs i el consum LGBTI segueixen sent marginals, durant aquesta època es creen diverses associacions incloses dins del moviment homòfil que busquen la valoració positiva de l'homosexualitat per part de la societat a través de trobades, publicacions o festes benèfiques, contraposades als comportaments considerats marginals i degenerats de la majoria dels homosexuals com la promiscuïtat, el cancaneig, la prostitució, les saunes o les revistes eròtiques.

### Fase d'integració en la cultura de masses
Els disturbis de Stonewall de 1969 marquen el començament del moviment d'alliberament LGBT, caracteritzat per la visibilitat pública i pels objectius de despenalització de l'homosexualitat i de la integració social i política, encara que amb una resposta marcada per la pandèmia de VIH/sida i una societat homòfoba i puritana que va desembocar en el desenvolupament del queer per part dels grups discriminats.
A partir dels anys 90, mitjançant el progressiu assoliment de drets i acceptació social, la discriminació que sofrien les persones obertament LGBT va anar disminuint, ampliant la possibilitat d'accés a llocs de treball tradicionalment heteronormatius, la qual cosa va portar amb si un augment del poder adquisitiu del col·lectiu LGBT, fonamentalment el dels gais; molt relacionat amb la tendència dels dinkies, parelles amb dos salaris i sense fills. Aquests processos són palpables en la dinàmica que han sofert els barris gais, que havent començat per ser marginals i degradats, van atreure a la població LGBT pels seus baixos preus i la seguretat que brindava conviure amb altres minories sexuals. Aquests barris, després de ser rehabilitats en gran manera gràcies a la comunitat LGBT i posar-se de moda, gradualment han sofert processos de gentrificació que pugen els preus i expulsen a la població LGBT que no pot assumir els nous costos.
Paral·lelament a aquests processos, s'ha anat desenvolupant un mercat cada vegada més especialitzat entorn del col·lectiu LGBTI, que atén específicament les seves necessitats mitjançant la venda de serveis i productes exclusius. Finalment, la tendència social genera que també diferents companyies acabin per incorporar la defensa dels drets LGBT a les seves polítiques d'empresa i codis de conducta, arribant a finançar esdeveniments LGBT.
| «                                             | A Espanya, ni la redefinició viril de l'homosexualitat, ni l'extensió del model gai, es realitzen des de l'actiu moviment homosexual de l'època. […] La penetració del nou model es porta a terme mitjançant canals privats: per empresaris/es que reprodueixen mimèticament institucions homosexuals ja presents en altres països. […] La institucionalització de l'univers homosexual «implica una recerca de l'eficàcia i de l'economia que comporta, alhora, la maximització del rendiment (expressat quantitativament en nombre de companys i orgasmes) i la minimització dels costos (pèrdua de temps i rebuig de les propostes)». Aquest tipus de valoració de les relacions sociosexuals és característica del model gai, i té el seu origen en la formació d'un mercat sexual concentrat. | » |
| — Guasch, Óscar. La societat rosa. pp. 82-84. | |   |

## Mecanismes
Si bé és probable que sense la legitimitat donada pel model capitalista de consum no s'haguessin aconseguit alguns drets civils i polítics en certes parts del món occidental, la consecució d'aquests ha estat a costa de la integració del col·lectiu LGBT en un marc vital i consumista heteronormatiu. En aquest sentit, el capitalisme rosa no és molt diferent al capitalisme patriarcal postfordista, des del qual s'ha impulsat la integració de les dones al món del treball productiu mentre que s'ha obviat estimular la incorporació dels homes al treball reproductiu.

### De l'alliberament sexual a l'ideal d'home gai
Des d'una mirada històrica, hi ha un paral·lelisme en el procés d'alliberament sexual i el pas d'un sistema econòmic que necessitava treballadors a un que necessita consumidors: les pràctiques sexuals no reproductives com la masturbació, la sodomia o l'homosexualitat estaven prohibides o estigmatitzades per no generar descendència que era necessària per mantenir el sistema econòmic, però gradualment el procés de mecanització del treball ha possibilitat el pas a un sistema que ja no necessita tants treballadors que mantinguin l'oferta sinó consumidors que assegurin la demanda, relaxant la pressió sobre la sexualitat i possibilitant la tolerància cap a altres formes d'erotisme.
No obstant això, la incorporació de la diversitat sexual al modelo capitalista no es fa per tenir aquest un caràcter social, sinó per la possibilitat de clients que augmentin la plusvàlua. Però a causa que l'accés a la plusvàlua és desigual, el sistema en si mateix produeix exclusió, fent-ho incompatible amb la igualtat, la llibertat i el feminisme. És comú advertir com el discurs dominant elogia a les dones o als gais que aconsegueixen llocs de poder, connectant amb la ideologia de la meritocràcia, l'individualisme i la competitivitat, mentre que justifica que uns altres no hagin aconseguit aquests llocs de poder perquè no s'han esforçat prou, culpabilitzant-los d'alguna forma; quan la raó que altres persones no puguin accedir a llocs de poder prové del mateix fet que existeixin llocs de poder que són exclusius i excloents.
D'altra banda, la societat capitalista no ha acceptat a totes les persones sexe-diverses per igual. Quan més gran siga l'accés d'aquestes persones a recursos major serà la tolerància social cap a elles, estant l'orientació sexual i la identitat sexual associat a les qüestions de gènere, ètnia i classe social. Per tant, en general són els homes gais, cisgènere, occidentals, blancs i de classe mitjana o alta els que estan acceptats dins del marc social de consum. A més, aquest marc promou una identitat homogènia i heteronormativa de l'ideal d'home gai, que té una determinada bellesa, un cos musculat i hipersexualitzat, un comportament masculí, èxit professional i un poder adquisitiu concret, establint quins cossos són desitjables i quins no; el que comporta al fet que es desplacin i marginin, fins i tot des del propi col·lectiu gai, a homes amb ploma o que no s'enquadren dins d'aquest model estètic.
| «                                          | En el període pre-gai la joventut és un valor de canvi sexual, però les persones grans homosexuals no són estigmatitzades. Amb l'extensió del model gai i la institucionalització que això comporta es forma un mercat sexual, en el que un dels béns més preuats per a l'intercanvi sexual, a més de la virilitat, és la joventut. La sobrevaloració de la joventut que imposa l'estil gai implica una infravaloració de l'home adult madur. | » |
| — Guasch, Óscar. La societat rosa. pp. 93. | |   |

### Drets simbòlics i materials

Drets simbòlics de les parelles no-heterosexuals a Europa:
Matrimoni igualitari
Unions civils
Reconeixement de matrimonis realitzats en altres països
Sense reconeixement
Matrimoni igualitari prohibit constitucionalment

Si bé, dins d'aquest marc capitalista i depenent del país, s'han aconseguit alguns drets simbòlics com l'accés al matrimoni igualitari o el reconeixement de la identitat de gènere, aquests drets estan subordinats als recursos, a la renda de la persona i a la seva posició social. Els drets simbòlics han de per tant estar suportats primer per drets materials que garanteixin una vida digna, lligant la cultura i allò social a l'economia i el material.
| «                                                                                | Als gais se'ns havia de respectar, no perquè aquest fos un dret legítim, sinó perquè érem un lucratiu negoci. Als gais no se'ns havia de respectar, sinó explotar-nos, venia a dir el concepte gaipitalista. Era aquesta la igualtat del capitalisme, del gaipitalisme; érem iguals com a consumidors explotats en tant poguéssim pagar aquesta igualtat. | » |
| — Adéu, Chueca. Memòries del gaipitalisme: la creació de la «marca gai». p. 166. | |   |

En aquest sentit, la tendència ha estat al fet que el moviment gai no hagi definit l'agenda política, sinó a l'inrevés, adaptant-se als esquemes heteropatriarcals i heteronormatius definits des de l'òptica capitalista tradicional, incorporant la visió social de família, propietat, cos, organització econòmica o vivència sexual des dels esquemes heterosexuals. No s'ha problematitzat la matriu on s'insereixen els drets LGBT. Per exemple, s'ha lluitat per aconseguir el matrimoni igualitari, sense qüestionar el concepte de matrimoni, la seva història, si és necessari en la societat o si altres tipus de matrimoni són possibles, convertint-se la lluita pel matrimoni igualitari, sostinguda per l'ideal d'amor romàntic, en la meta prioritària del moviment LGB que fa semblar que no existeixi res més pel que lluitar, detenint d'aquesta forma l'emancipació sexual a través d'una condemna moralista de la sexualitat lliure.

### Política i moviment LGBTI
Amb tot això, i contràriament a les idees d'igualtat, tradicionalment l'esquerra política ha tractat al moviment LGBT (igual que va passar amb el feminisme) com extravagància o com a singularitats culturals que fragmentaven la seva agenda política, sense atendre a les necessitats específiques de les persones no-heterosexuals i reduint els seus problemes als de la resta de la classe obrera. No obstant això, la feminització de la pobresa s'empitjora en les lesbianes i transexuales o els gais efeminats queden relegats a treballs no qualificats per no participar de certa masculinitat patriarcal. Les reivindicacions del col·lectiu LGBT s'han integrat en la lluita política de l'esquerra solament quan l'hegemonia cultural capitalista va començar a incorporar al col·lectiu gai.
Avui dia s'observa que el moviment LGBT s'està despolititzant i alhora està sent utilitzat cada vegada més amb objectius polítics i econòmics, és a dir, una vegada aconseguits certs drets simbòlics, les reivindicacions del col·lectiu LGBT es desdibuixen, però des de l'àmbit polític i econòmic s'utilitzen amb altres finalitats, com el lucre que suposa la celebració de la Marxa de l'Orgull LGBT que queda relegada a un espectacle, l'exigència de protecció dels drets LGBT per donar ajudes a països en desenvolupament, o l'ús de la igualtat LGBT per recolzar posicions racistes i xenòfobes de partits d'ultradreta. D'aquesta forma, s'està fent que el col·lectiu LGBT, tradicionalment crític amb l'Estat, recolzi el homonacionalisme, és a dir, se senti identificat amb els països que defensen posicions favorables a la igualtat LGBT i demonitzant a altres cultures, especialment la islàmica, a més de ser favorable a recolzar polítiques neocolonialistes i oblidant l'homofòbia, la transfòbia i el masclisme que segueixen existint dins del món occidental.

## Moviments de protesta actuals a Espanya
A Espanya des del sorgiment del 15M, diversos col·lectius han dut a terme manifestacions i reivindicacions reclamant una sexualitat per a totes les persones que no estigui supeditada a interessos polítics i econòmics.

### Orgull Crític

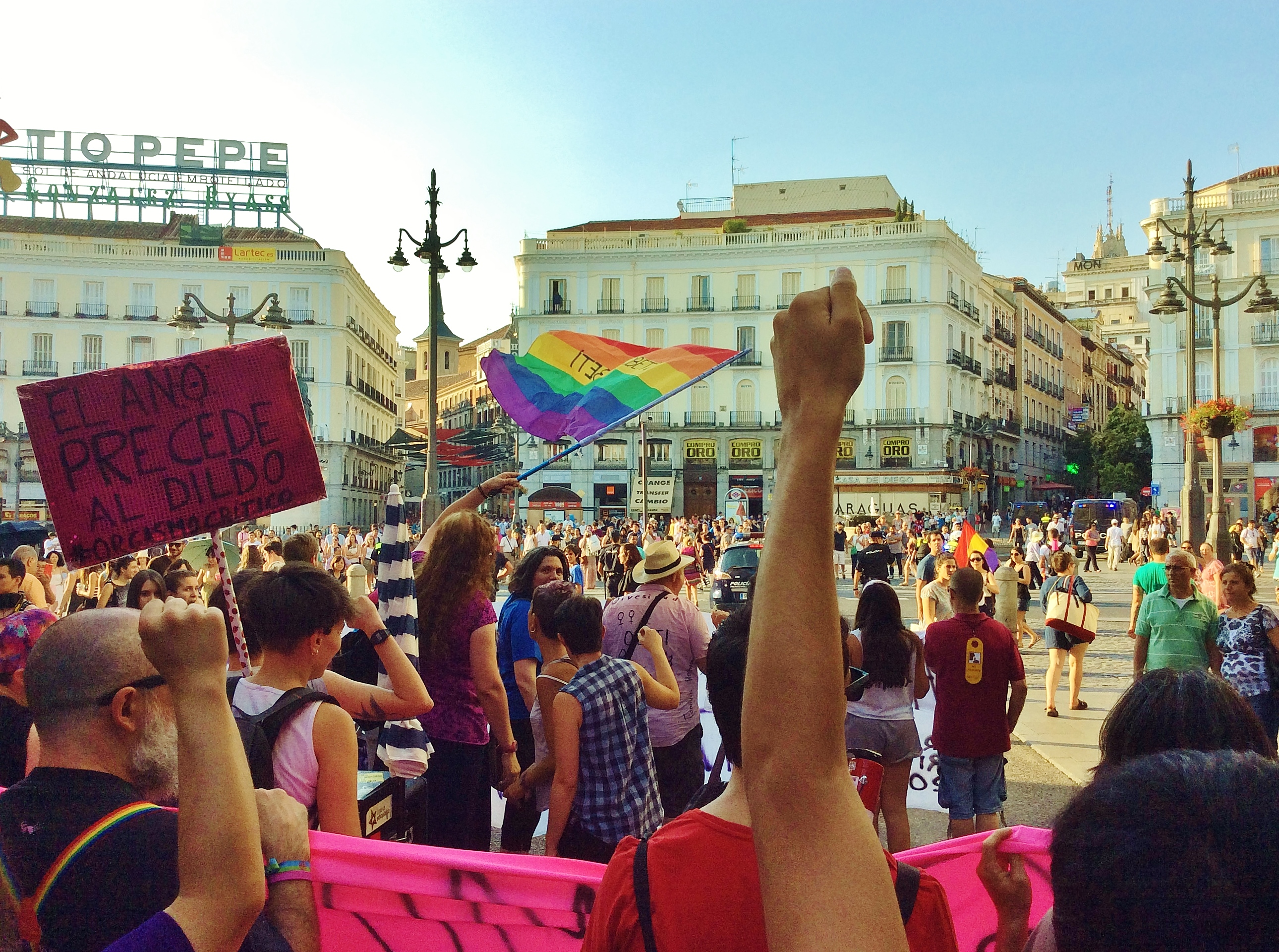
Manifestació de l'Orgull Crític 2015 a la seva arribada a la Porta del Sol (Madrid).

Després de l'aprovació del matrimoni igualitari a Espanya, la Marxa de l'Orgull LGBT havia anat deixant de ser una manifestació reivindicativa per passar a poc a poc a ser un negoci turístic que fins i tot, amb total autonomia empresarial i recolzat des de les institucions, havia canviat la data de reivindicació del 28 de juny, rememorant els disturbis de Stonewall, a la primera setmana de juliol per mers interessos d'afluència vacacional.
Des de 2006 se celebraven anualment en alguns barris perifèrics de Madrid, com Vallecas, manifestacions en contra de la mercantilizació del moviment LGBTI, denominant-se Orgull Alternatiu o Orgull Crític, reprenent el dia 28 de juny com a eix central d'acció. En 2011, després de l'èxit de les protestes del moviment 15-M, des de diversos col·lectius implicats sorgeix la qüestió de l'adaptació de les demandes plantejades a la realitat LGBT. D'aquesta forma s'organitza el primer Orgull Indignat, amb diverses activitats per reclamar una sexualitat diferent al marge del rendiment econòmic que tingui en compte les interseccionalitats de gènere, ètnia, edat i classe social a més de la reivindicació d'altres corporeïtats no normatives.
Més tard, aquest esdeveniment torna a denominar-se Orgull Crític, recollint les demandes anteriors a més de reivindicacions en contra del capitalisme rosa i al marge de l'Orgull oficial.

### Octubre Trans
També en 2011, l'impuls del 15M recull el deixant de les manifestacions d'octubre pel Dia Internacional d'Acció per la Despatologizació Trans, que es venien desenvolupant a Madrid i Barcelona en els anys previs, per coordinar una sèrie d'esdeveniments que reivindiquessin l'espai social per a altres identitats que no encaixessin dins de l'esquema binari de gènere. D'aquesta forma, cada octubre, s'organitzen diverses activitats englobades dins de l'Octubre Trans amb un qüestionament cap al heteropatriarcado i el capitalisme rosa.